# 수단 항공
수단 항공(영어: Sudan Airways)은 하르툼에 본사를 두고 있는 수단의 플래그 캐리어로 허브 공항은 하르툼 국제공항이 있다.

## 역사
1947년 철도가 없는 지역에 항공교통을 제공하기 위해 수단 철도청(영어: Sudan Railways)이 설립했다. 설립 초기에는 영국제 드 하빌랜드 도브스(영어: de Havilland Doves)를 4대 보유 하였다. 1952년 미국 더글러스의 더글러스 DC-3 기종을 최초로 도입하여 아라비아 반도의 아덴과 에리트레아의 수도 아스마라를 오가는 국제선 노선에 취항했다. 1967년 창립 20주년을 맞아 수단 정부는 기념 우표를 발행했다. 2007년 수단 정부는 지분을 30%만 소유하는 선에서 민영화를 단행했다. 2010년 7월 유럽 연합은 보안 문제와 기종 노후화 문제를 이유로 EU 역내 취항 금지 항공 회사 목록 리스트에 들어 가면서 유럽 취항을 전면 금지시켰다.

## 운항 노선
- 2012년 7월 기준으로 수단 항공은 다음과 같은 노선을 운항하고 있다.

## 보유 기종
- 2023년 6월 수단 항공은 다음과 같은 기종을 보유하고 있으며 평균 기령은 18.5년이다.[2][3]

## 사진

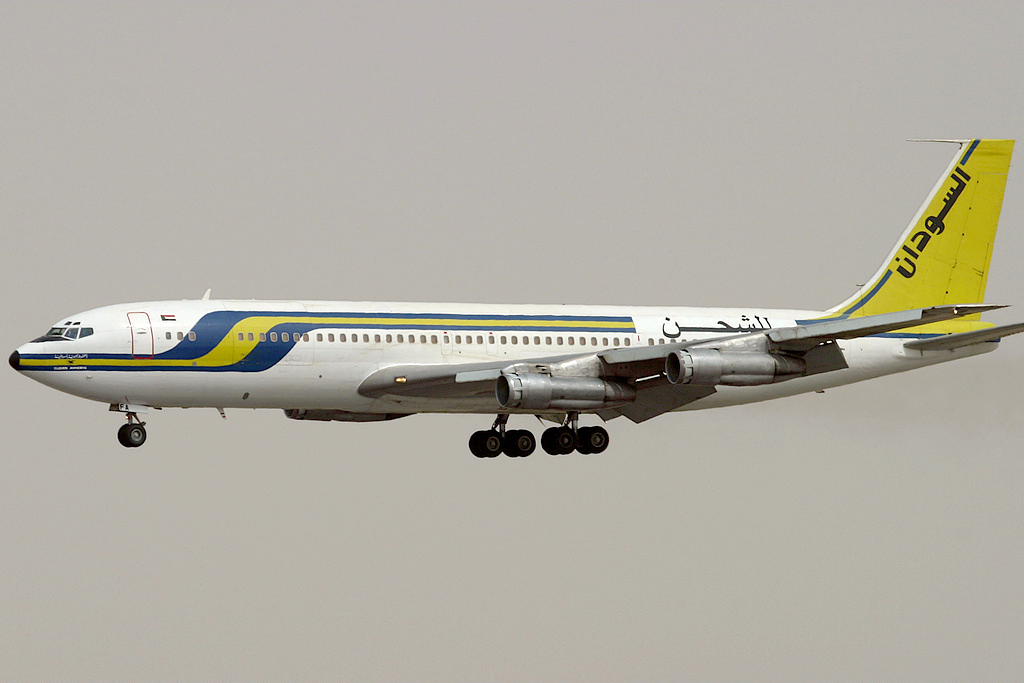
수단 항공의 보잉 707-320C (퇴역)
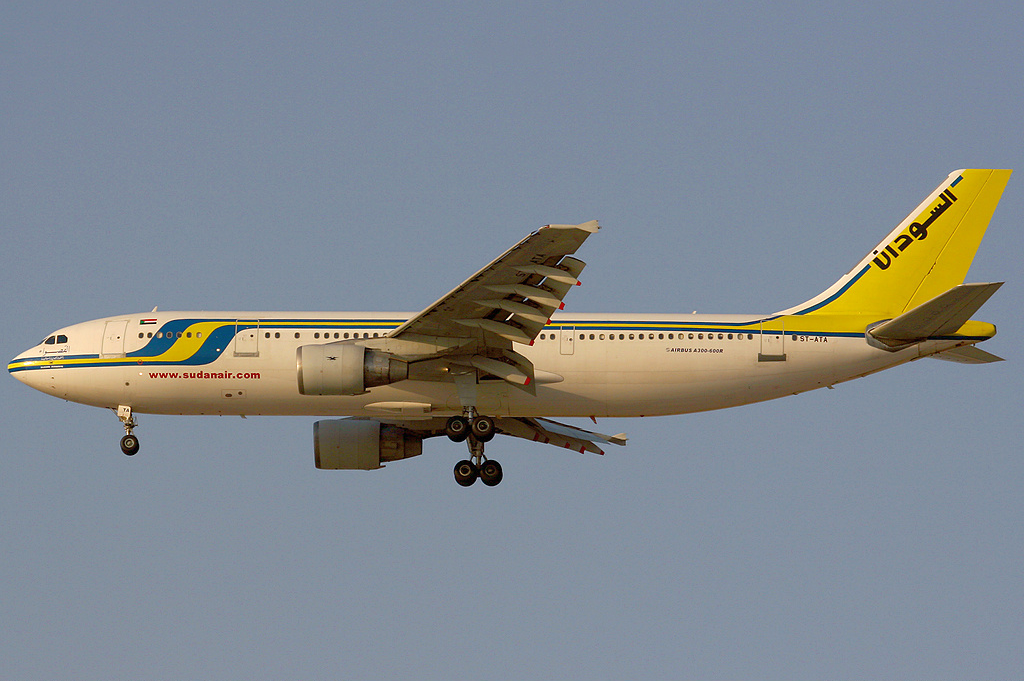
수단 항공의 에어버스 A300B4-600R (퇴역)
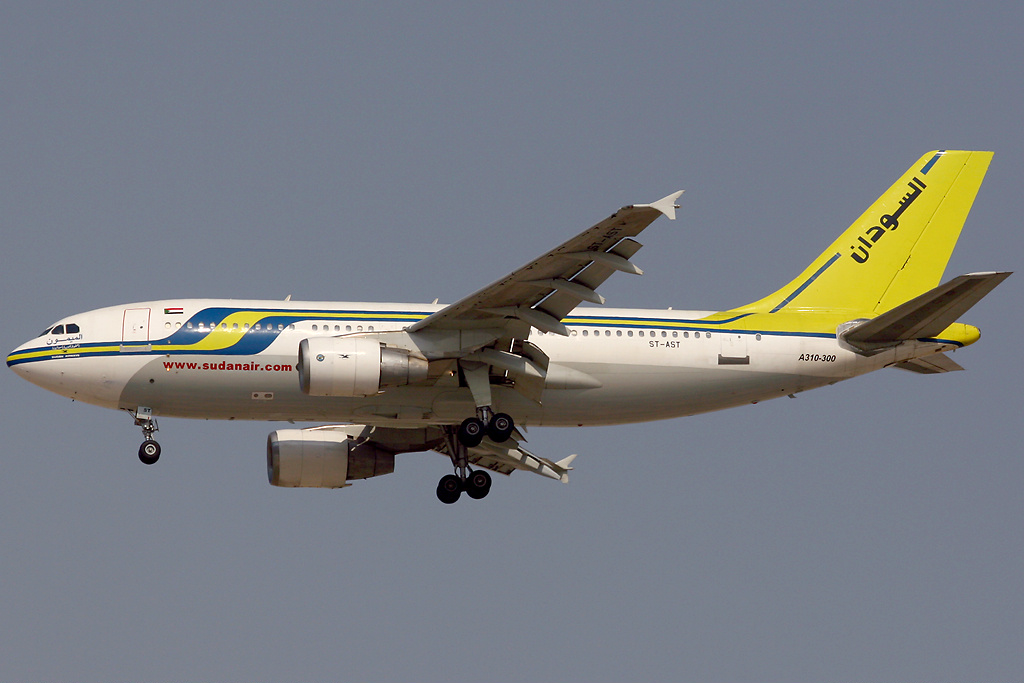
수단 항공의 에어버스 A310-300 (퇴역)